# バルハン

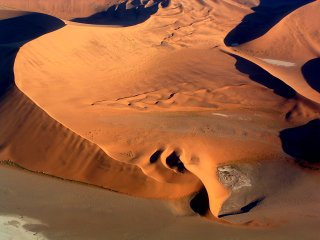
バルハン（ナミブ砂漠）

バルハン（バルハン砂丘）は円弧状の砂の稜線をもち均質な砂で構成される砂丘である。日本では三日月型砂丘とも呼ばれる。このタイプの砂丘は風下側に面した「角」を2つもち、スリップ・フェイス（風下側の斜面）の角度は安息角、もしくはおよそ32度である。風上側の斜面は風によって密集しており、15度に達する。
単純なバルハン群は数メートルから100メートルまで広がっていることがある、もしくは2つの角の先の幅も同様である。単純なバルハン群はより大きくて風で移動することもある合成バルハン、もしくはメガバルハン群となる。バルハン群とメガバルハン群は何百キロメートルにも亘って広がる砂の尾根に合体することもある。
バルハン群が移動するにつれて、小さな砂丘群が大きな砂丘群に追いつき、小さな砂丘は大きな砂丘の後方に衝突をしたあと、最後には大きな砂丘のもう一方側に突き抜けて出現する。このプロセスは互いに直接通り抜ける、光波・音波・水波のように似ているように見える。
詳細なメカニズムは、しかしながら非線形とは大きく異なる。ソリトンとして知られている。砂丘群は複数のソリトンではなく、単独のソリトンをエミュレートする。砂の粒子は互いをすり抜けない。小さい方の砂丘が大きな砂丘に追突するとき、風が前方の砂丘の砂を補充させることなく吹き飛ばさせる一方で後方の砂丘の上に砂を積み立てる。ついには、後方の砂丘は前方の砂丘と同じ大きさとなり、前方の砂丘はより小さく、より早く移動する砂丘となって、後方の砂丘から離れてゆく。(Schwämmle & Herrmann, 2003)
アメリカ合衆国コロラド州のグレートサンドデューンズ国立公園では壮大なバルハン群を見ることができる。

## 参考
- Schwämmle, V., and H.J. Herrmann (2003). “Solitary wave behaviour of sand dunes”. Nature 426 (Dec. 11):  619-620 Abstract.
- H. Elbelrhiti, P. Claudin, and B. Andreotti (2005). “Field evidence for surface-wave-induced instability of sand dunes”. Nature 437 (Sep. 29):  720-723 Abstract.